# Kirchenreinbach

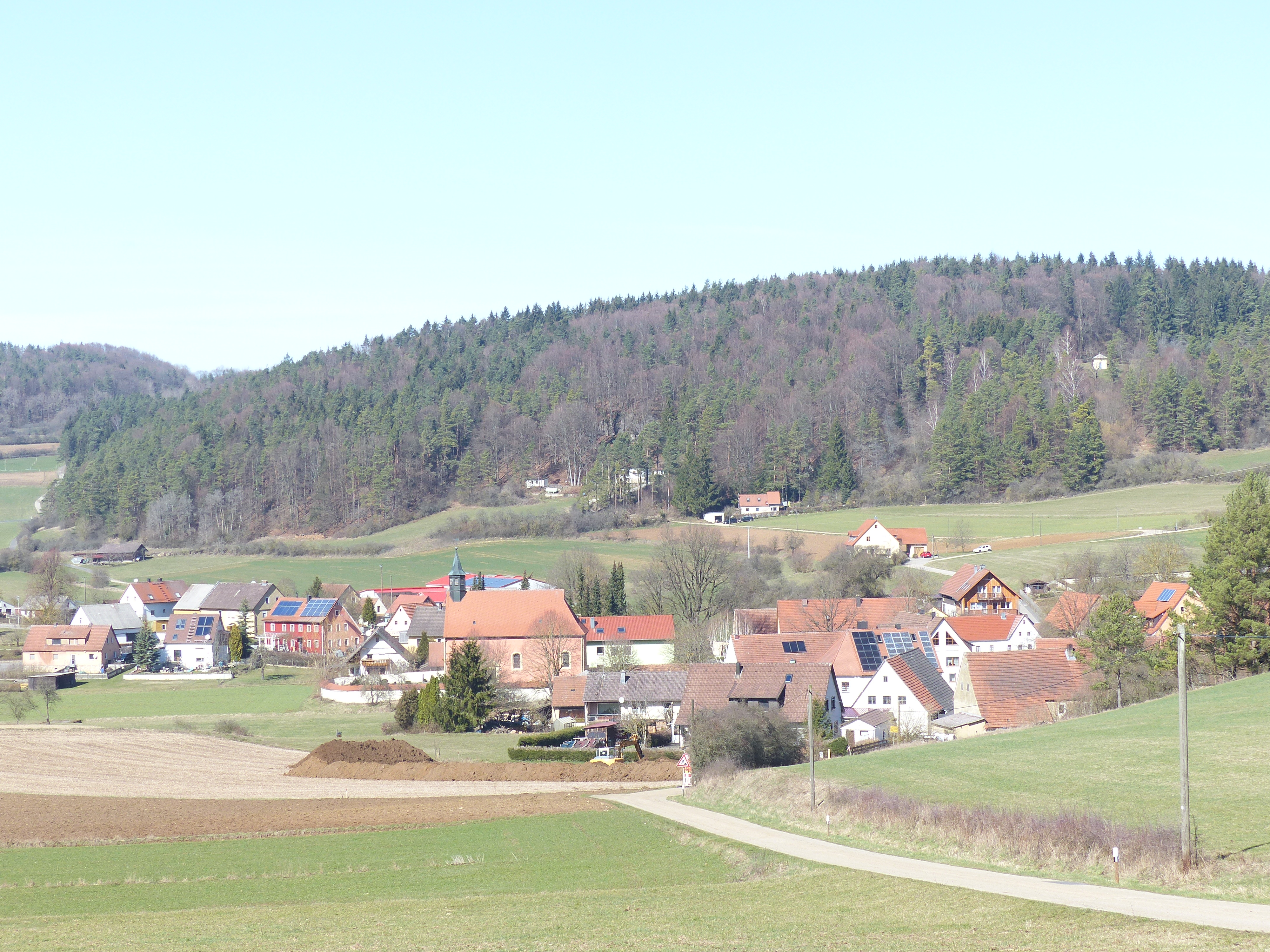
Kirchenreinbach von Süden her gesehen

Kirchenreinbach ist ein im östlichen Bereich der Hersbrucker Alb gelegenes bayerisches Kirchdorf.

## Geografie
Die Ortschaft ist einer von 14 Ortsteilen der im westlichen Teil der Oberpfalz gelegenen Gemeinde Etzelwang. Sie befindet sich etwa zwei Kilometer nordnordöstlich des Ortszentrums von Etzelwang und liegt auf einer Höhe von 434 m ü. NHN.

## Geschichte
Durch die zu Beginn des 19. Jahrhunderts im Königreich Bayern durchgeführten Verwaltungsreformen wurde Kirchenreinbach mit dem zweiten Gemeindeedikt im Jahr 1818 eine eigenständige Landgemeinde.
Dieser wurde später noch die damalige Einöde Rupprechtstein angegliedert, die zunächst zur Landgemeinde Etzelwang gehört hatte und nach deren Auflösung zu einem Bestandteil der 1820/21 neu entstandenen Landgemeinde Schmidtstadt geworden war. Im Zuge der in den 1970er Jahren durchgeführten kommunalen Gebietsreform in Bayern wurde die gesamte Gemeinde Kirchenreinbach im Jahr 1978 in die Gemeinde Neidstein eingegliedert, die 1983 entsprechend dem größten Ortsteil in Gemeinde Etzelwang umbenannt wurde. Im Dezember 2021 zählte Kirchenreinbach 220 Einwohner.

## Verkehr
Die Anbindung an das öffentliche Straßennetz wird durch eine Gemeindeverbindungsstraße hergestellt, die etwa einen halben Kilometer westlich von Kirchenreinbach von der Kreisstraße AS 39 abzweigt und nach Durchlaufen des Ortes in nordöstliche Richtung nach Holnstein weiterverläuft, wo sie in die Staatsstraße St 2164 einmündet.

## Sehenswürdigkeiten

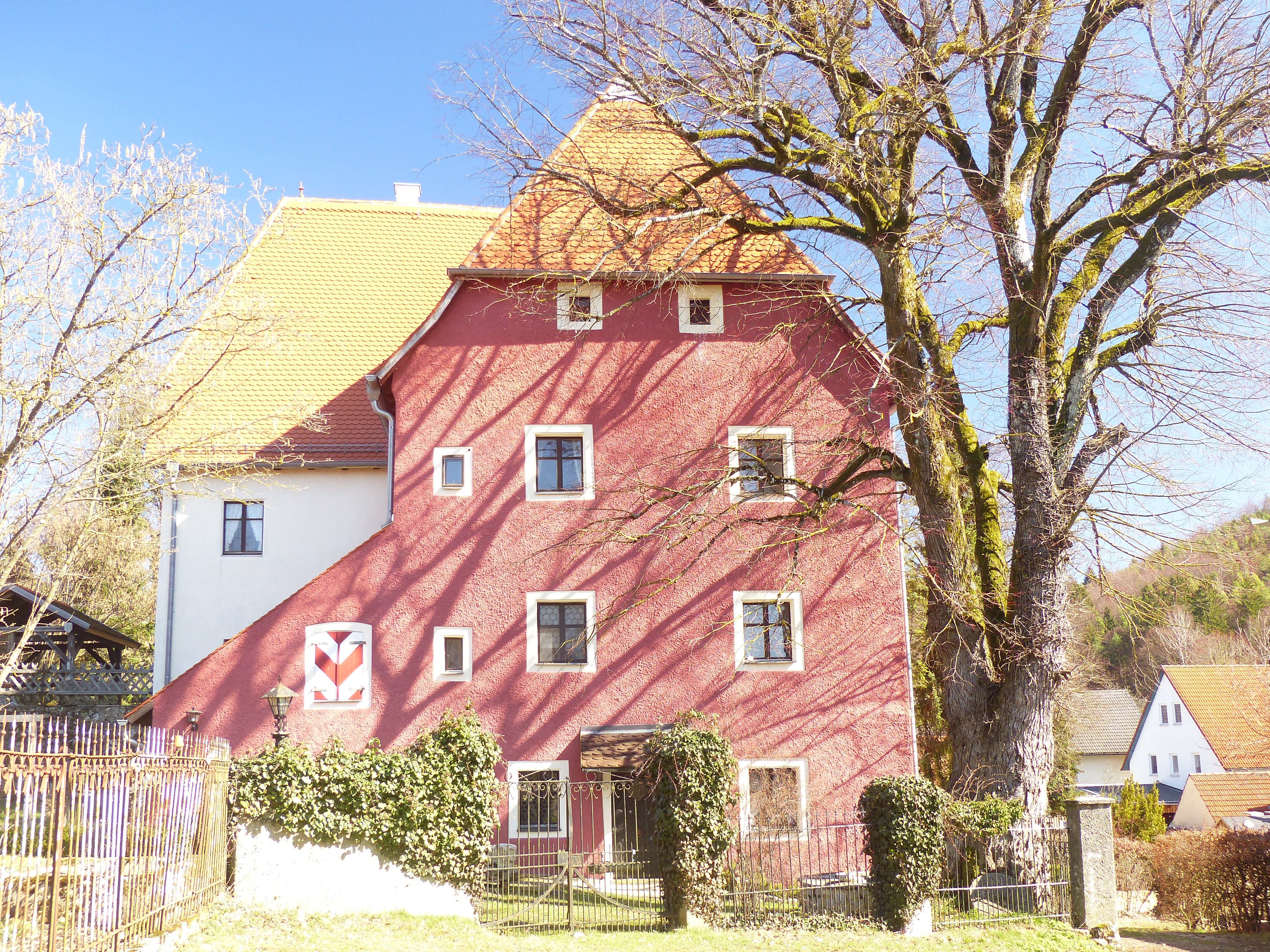
Das ehemalige Schloss Kirchenreinbach

In Kirchenreinbach befinden sich vier Baudenkmäler, darunter das im Kern wohl aus dem 14./15. Jahrhundert stammende ehemalige Schloss Kirchenreinbach.
Siehe auch: Liste der Baudenkmäler in Kirchenreinbach

## Kontroverse um Multifunktionshaus in Kirchenreinbach
Im Schwarzbuch des Bundes der Steuerzahler Deutschland wurde 2023 der Bau eines Multifunktionshauses in Kirchenreinbach als eines von 100 Beispielen für die Verschwendung von öffentlichen Mitteln aufgeführt. Die Baukosten betrugen 587.316 Euro. Der Bürgermeister der Gemeinde Etzelwang verteidigte den Bau mit den Worten "Ich denke, Steuern verschwendet werden wo ganz woanders - nicht bei so einem Pipifax-Bau."